# ماکروسمی
ماکروسمی (انگلیسی: Microsemi) شرکت الکترونیک آمریکایی است، که در سال ۱۹۵۹ تأسیس شد.